# Sulejów
Pour les articles homonymes, voir Sulejów (homonymie).
Sulejów (prononciation [suˈlɛjuf]) est une ville de 6 365 habitants (au 31 décembre 2007), située dans le powiat de Piotrków, dans la voïvodie de Łódź, dans la partie centrale de la Pologne.

## Situation géographique
La ville est située sur la Pilica, au sud-est de la voïvodie de Łódź, à 57 km de Łódź, à 14 km de Piotrków Trybunalski, à 73 km de Kielce et à 150 km de Varsovie. 
Sulejów est traversé par les routes nationales 12 (Łask-Radom) et 74 (Sulejów-Kielce), ainsi que par la route régionale 742 reliant Piotrków Trybunalski à Włoszczowa. 
La construction d’un réservoir sur la Pilica a permis la création d’un lac artificiel à proximité de la ville.

## Histoire
L’histoire de la localité commence avec la création d’un péage pour traverser la Pilica. Sulejów occupe une position stratégique sur le passage des routes commerciales reliant la Silésie et la Grande-Pologne aux territoires russes, la Hongrie à la mer Baltique.  
Son essor débute en 1177, lorsque Casimir II le Juste fonde une abbaye cistercienne pour des moines venus de Morimond (France). Sulejów obtient les droits urbains avant la fin du XIIIe siècle. En 1313, Sulejów reçoit de nouveaux privilèges des mains de Ladislas le Bref qui autorise les habitants à pratiquer le commerce du sel, de la viande et de l’étoffe dans tout le duché de Sieradz, en particulier à Piotrków Trybunalski. En 1318, une assemblée générale de la noblesse se tient à Sulejów à la suite de laquelle une supplique est adressée au pape pour que celui-ci autorise Ladislas le Bref à être couronné roi de Pologne. En 1388, Ladislas II Jagellon autorise la tenue d’un marché le mercredi, tradition maintenue encore jusqu’à aujourd’hui.
Lors de la préparation de la bataille de Grunwald, Sulejów est un des points de concentration de l’armée polonaise. Dévastée lors du Déluge suédois, la ville connaît une décadence brutale. À la suite des partitions de la Pologne, la Pilica joue le rôle de frontière entre la Prusse et l’Autriche à partir de 1795, ce qui contribue à accentuer le déclin. Après le congrès de Vienne de 1815, la ville se retrouve dans le Royaume du Congrès. En 1819, l’abbaye est fermée par les autorités russes.  Sulejów perd son statut de ville en 1870. 
À partir de la fin du XIXe siècle, Sulejów se spécialise dans la production de chaux, ensuite du bois et du charbon. En 1927, Sulejów retrouve son statut de ville.
Pendant la Seconde Guerre mondiale, la ville est détruite à 80 % et 2 000 habitants périssent dans les camps.

## Administration
De 1975 à 1998, la ville était attachée administrativement à l'ancienne voïvodie de Piotrków.
 Depuis 1999, elle fait partie de la nouvelle voïvodie de Łódź.
Sulejów est le siège administratif (chef-lieu) de la gmina mixte (urbaine-rurale) de Sulejów.

## Attractions touristiques
- L'abbaye cistercienne, avec l'église romane (début du XIIIe siècle) et le capitulaire.
- Réserve naturelle
- Lac artificiel :
  - Longueur : 17,1 km
  - Largeur maximale : 2,1 km
  - Largeur minimale : 1,5 km
  - Profondeur minimale : 3,3 m
  - Profondeur maximale : 11 m
  - Longueur de la rive : 58 km
  - Superficie : 22 km²
  - Capacité maximale : 75 millions de m³

## Galerie

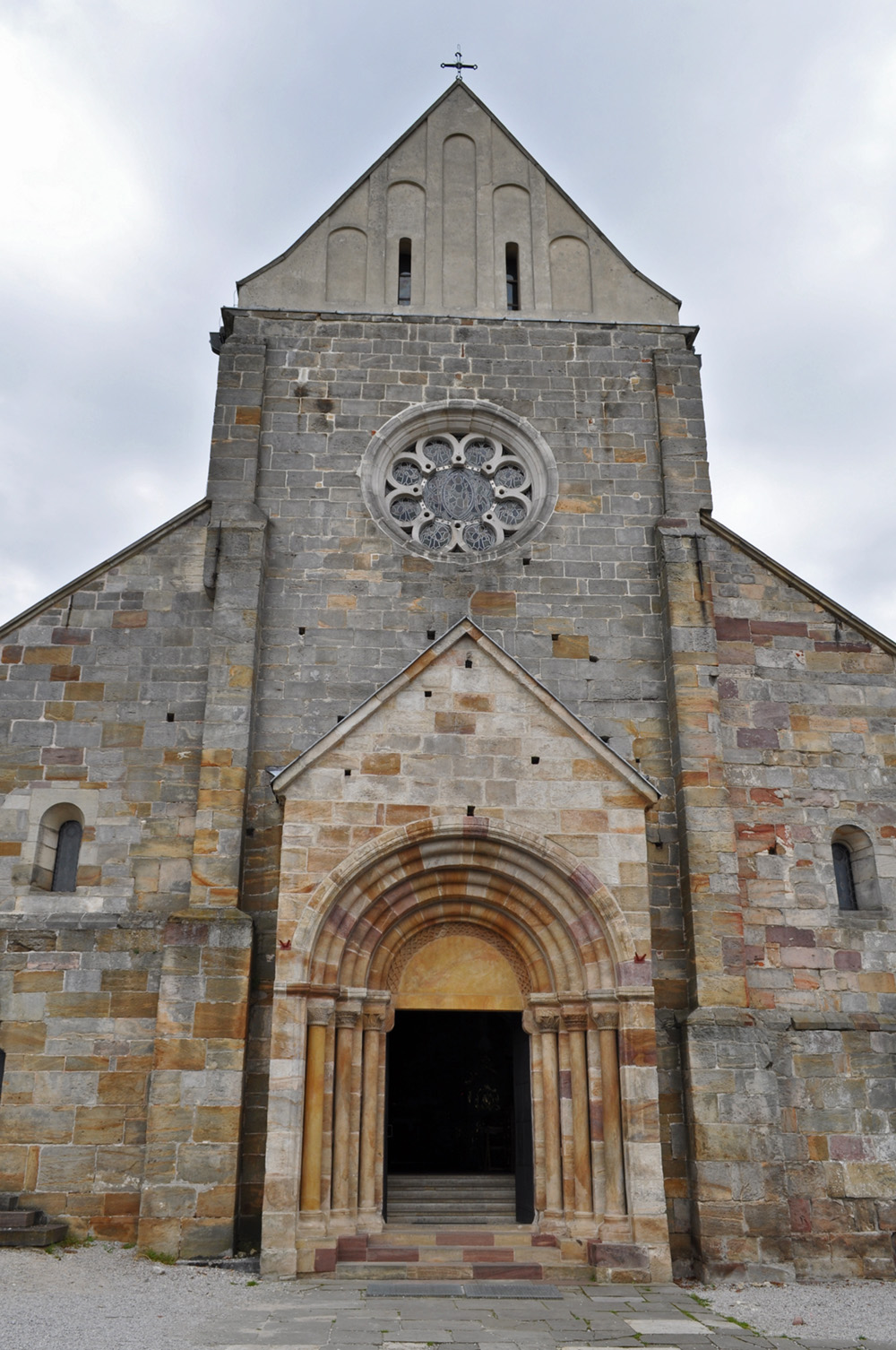
Eglise Saint-Thomas-de-Canterbury dans l'abbaye cistercienne.
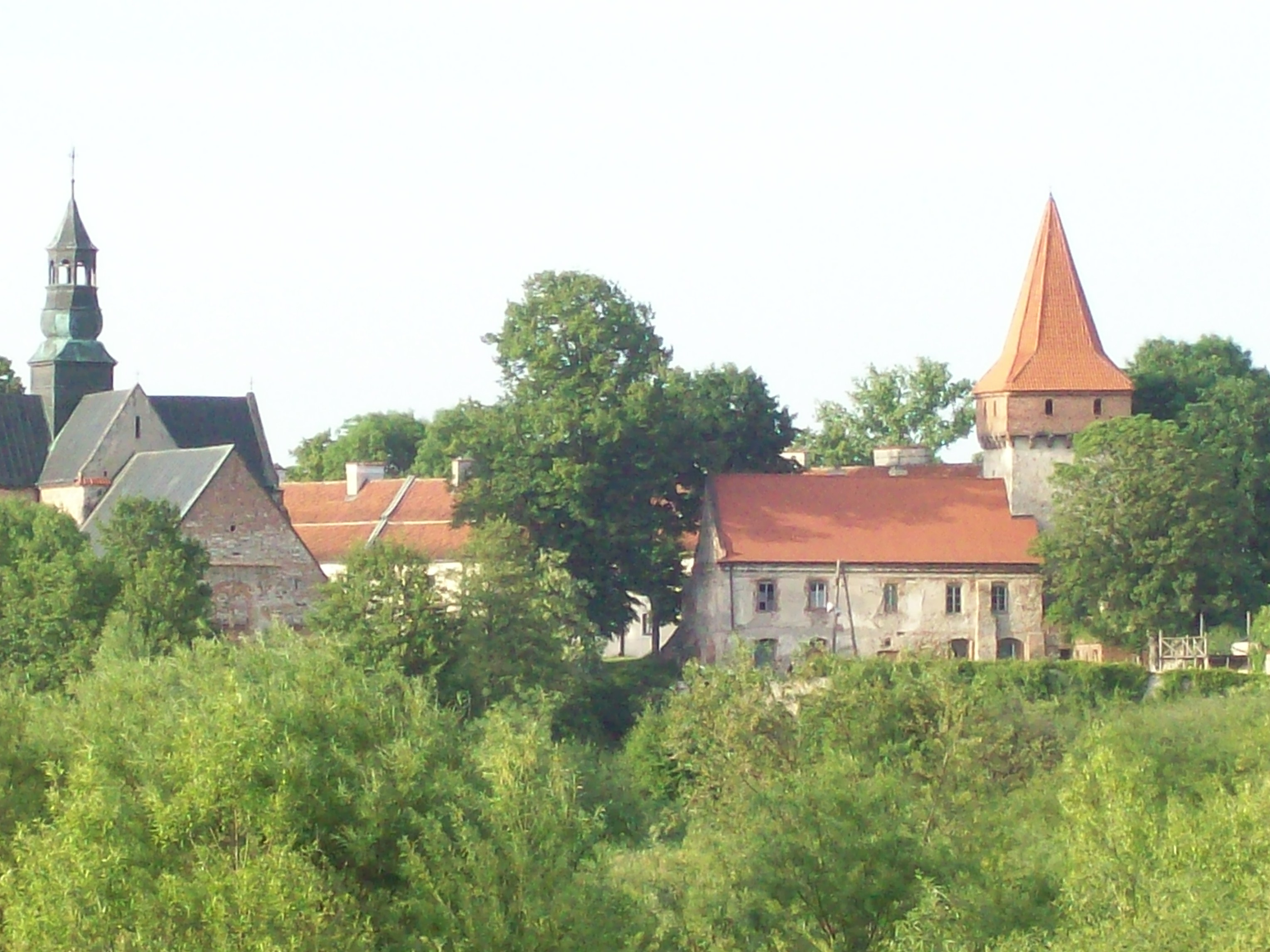
Monastère
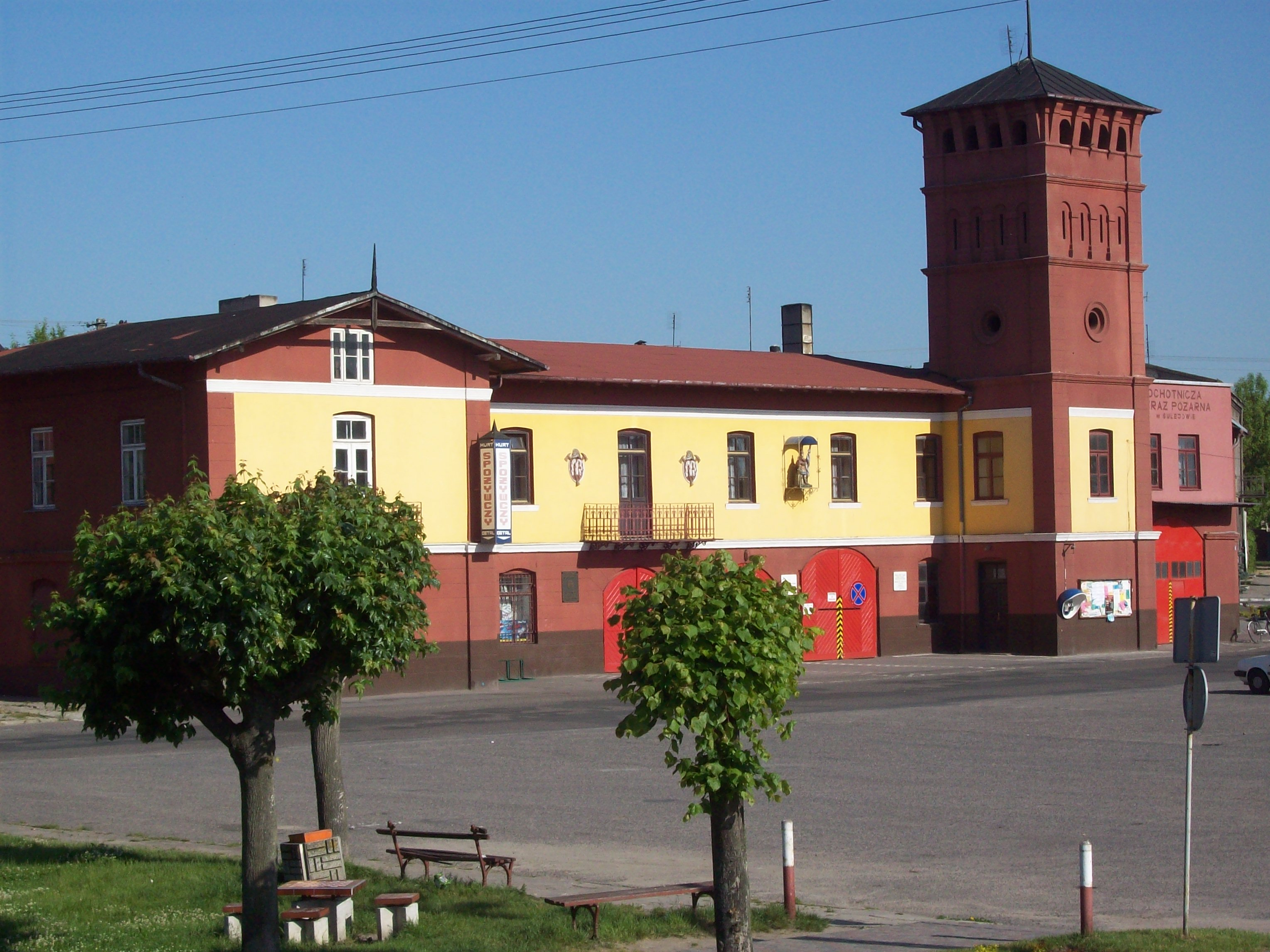
Caserne de pompiers du XIXe siècle qui fonctionne encore aujourd'hui
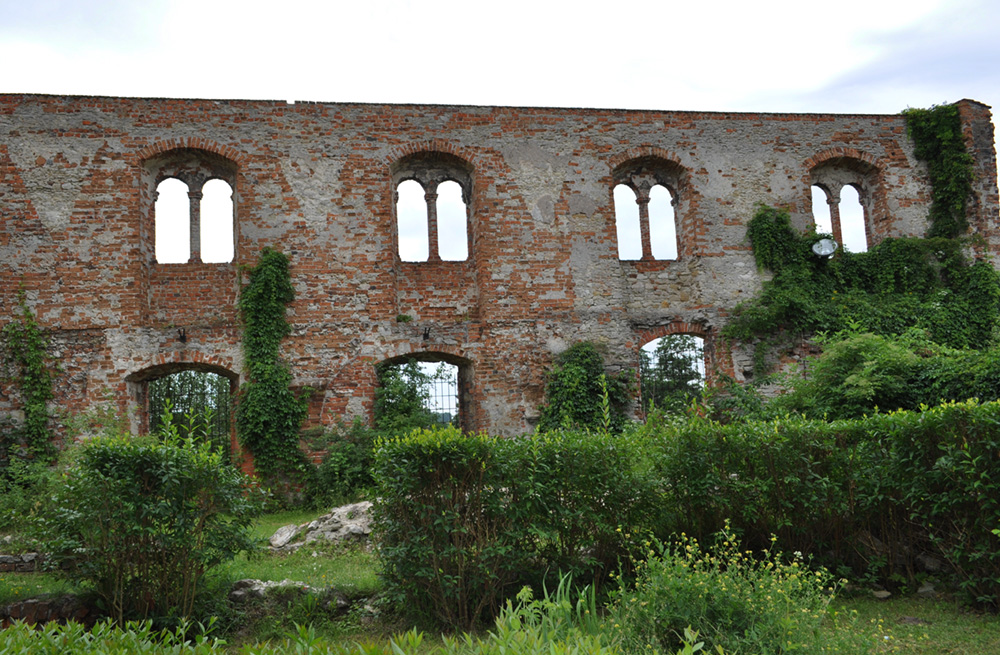
Ruines de la Seconde Guerre mondiale